# Natalia Misiuna
Natalia Misiuna, ukr. Наталія Місюна (ur. 7 września 1984) z d. Ziemcowa – ukraińska siatkarka występująca na pozycji środkowej. Do sezonu 2018/2019 występowała w klubie KS Pałac Bydgoszcz. Później zakończyła karierę.

## Sukcesy
- 2006 -  Wicemistrzostwo Ukrainy z Galiczanką Tarnopol
- 2009 -  Akademickie Mistrzostwo Polski z AZS-em Białystok